# Челюсти (музикален инструмент)
Вижте пояснителната страница за други значения на Челюст.
Челюсти (на английски: jawbones; на испански: quijada) е музикален перкусионен инструмент от групата на идиофоните.
Челюстите са инструмент, характерен за латиноамериканската, африканската и кънтри музиката. Използва се от западноафриканската етническа група йоруба, в държави като Перу, Пуерто Рико, Доминика, а също в американските щати Луизиана, Южна Каролина, Северна Каролина (като кънтри инструмент) и в индианската музика. Заедно с кахона, челюстите се считат за един от националните инструменти на Перу.

## Устройство
Инструментът на практика представлява истински животински челюсти. Изработват се от долната челюст на магаре, муле, кон, зебра или прасе, като най-използвани са магарешките, откъдето и друго популярно име на инструмента е quijada de burro („магарешки челюсти“) .
Кожата се отстранява, костта се изсушава, след което се обработва с киселина и други химикали. Някои от инструментите се използват в естествения си вид, а други биват боядисвани и лакирани в зависимост от това коя държава или регион се използват. 
Макар и рядко към челюстите се прикрепят малки звънчета. Челюстите се смятат за предшественик на съвременния вибраслап. 

## Техники на звукоизвличане
- Посредством разтрисане или друсане – подобно на дайрето и други инструменти от този вид челюстите се тръскат или друсат, като по този начин зъбите, които при обработката на костта не се отстраняват, се клатят и издават тракащ звук, подобен на звука на кастанетите. [7]

- С удар – със свита в юмрук ръка се удря по единия край, при което, ако костите са две, те се удрят една в друга, а ако е една, тя издава вибриращ звук.

- Посредством триене – подобно на гуирото и други фрикционни инструменти на челюстите може да се свири с дървена палка, която се трие по зъбите нагоре и надолу. [8]

## Нотиране
Ритъмът при челюстите се изписва на една линия, както и на стандартно петолиние на мястото на тона с2 със знака Х.
Инструментът използва динамичен диапазон от pp до fff.

## Употреба и историческо развитие
Характерно за ударните инструменти е използването им от дълбока древност, преди да се появят първите предшественици на духовите и струнните инструменти. Ударните инструменти заемат важна роля в историческото развитие на музиката и са неизменна част от бита и ритуалите на първобитните хора.
За хората в първобитно общинния строй музиката, танца или театъра не са съществували като самостоятелни понятия, материалите които са използвали за инструменти са били от растения или животни, първите барабани не са имали резонатор от дърво, а са били изкопавани дупки в земята с различен диаметър, върху които са били опъвани кожи закрепени непосредствено за пръстта, кости с различна дължина, които са нанизвали подобно пластините на днешните ксилофони. Заедно с това са се използвали челюсти на различни животни, за да издават тракащ звук, а впоследствие са създадени и останалите праисторически тракалки и дрънкалки, направени от изсушени плодове, пълни със семена или друг пълнеж.
Една част от ударните инструменти, след като биват открити, не търпят развитие по отношение на своето устройство векове наред до момента, когато бъдат въведени в употреба при симфоничните оркестри, а други в началото на 20 век.
В гърко-римската музикална култура челюстите са били използвани като акомпаниращ инструмент на лири и цитри, отмервайки ритъма.
С началото на Великите географски открития Христофор Колумб при акостирането си в Перу отбелязва впечатленията си от местната култура, а в това число и музикалните инструменти, наред с които били използвани животински челюсти. Освен в Перу, инструментът се използва в страни като Пуерто Рико и Доминика.
В Америка се използва от индианските племена апалачи и от индианската общност Чероки (The Cherokee Indian Nation) като част от техния самобитен фолклор, а също така в много кънтри групи, като особено популярен е в Луизиана, Южна Каролина и Северна Каролина. 
В кънтри музиката челюстите навлизат под влияние на уличните певци, които ги използвали като ритмичен съпровод на своите песни или като акомпанимент на банджото (вид струнен инструмент).
Първият писмен източник за употребата на този инструмент в Африка датира от 1777 г. Дина Дж. Епстайн споменава в своята книга „Sinful Tunes and Spirituals“ за първа употреба на челюсти в африкански стил в Америка през 1837 (във Флорида).  В по-късен етап от ирландската имиграция в Америка в песни като „Potato Blight“ и др.
В днешно време челюстите се използват в класическата музика (симфонични, оперни, оперетни оркестри), при озвучаването на филми, в перкусионните ансамбли в произведенията на композитори като Уилям Ръсел, Джон Кейдж и други. 